# Gregorio Tarquini
Gregorio Tarquini (zm. 1145) – włoski kardynał.

## Życiorys
Pochodził z Rzymu. Nominację kardynalską z tytułem diakona św. Sergiusza i Bakchusa otrzymał od Kaliksta II prawdopodobnie w marcu 1123 roku (ewentualnie w grudniu 1122). Podpisywał bulle papieskie między 6 kwietnia 1123 a 17 czerwca 1145. W okresie tzw. schizmy Anakleta (1130-38) popierał papieża Innocentego II (uznanego później za prawowitego). Jako kardynał-protodiakon prawdopodobnie koronował papieży Celestyna II (3 października 1143) oraz Lucjusza II (12 marca 1144). Zmarł latem 1145 roku (prawdopodobnie w lipcu).